# Suplac, Mureș
Suplac (în maghiară Küküllőszéplak, în germană Schöndorf) este satul de reședință al comunei cu același nume din județul Mureș, Transilvania, România.

## Istoric
Satul Suplac este atestat documentar în anul 1325.

## Localizare
Localitate situată pe râul Târnava Mică, pe drumul județean Târnăveni - Bălăușeri la aproximativ 20 km de Târnăveni, 16 km de Bălăușeri.

## Obiective turistice
- Biserica unitariană din 1699.

## Galerie de imagini

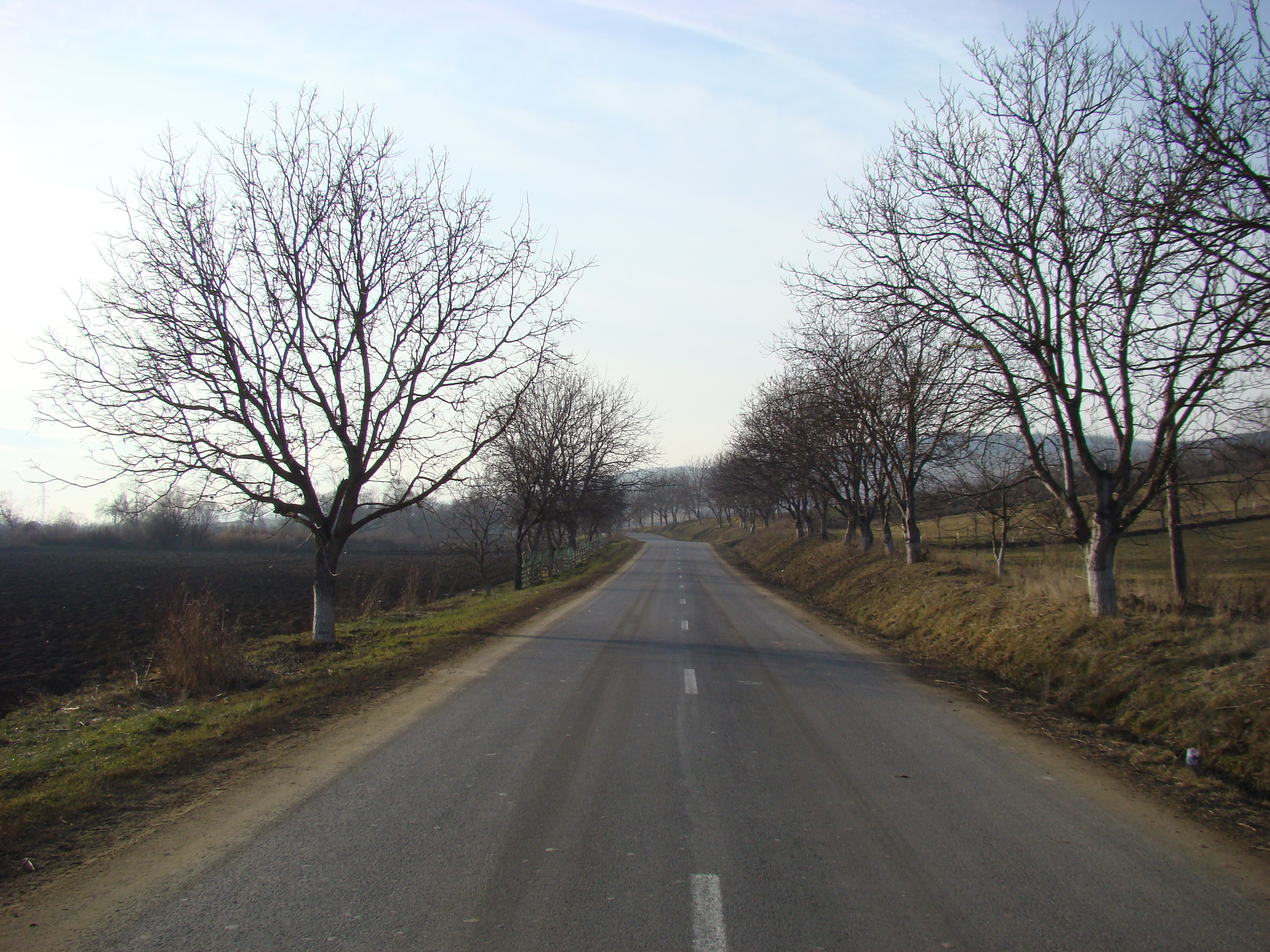
Drumul Suplac-Târnăveni
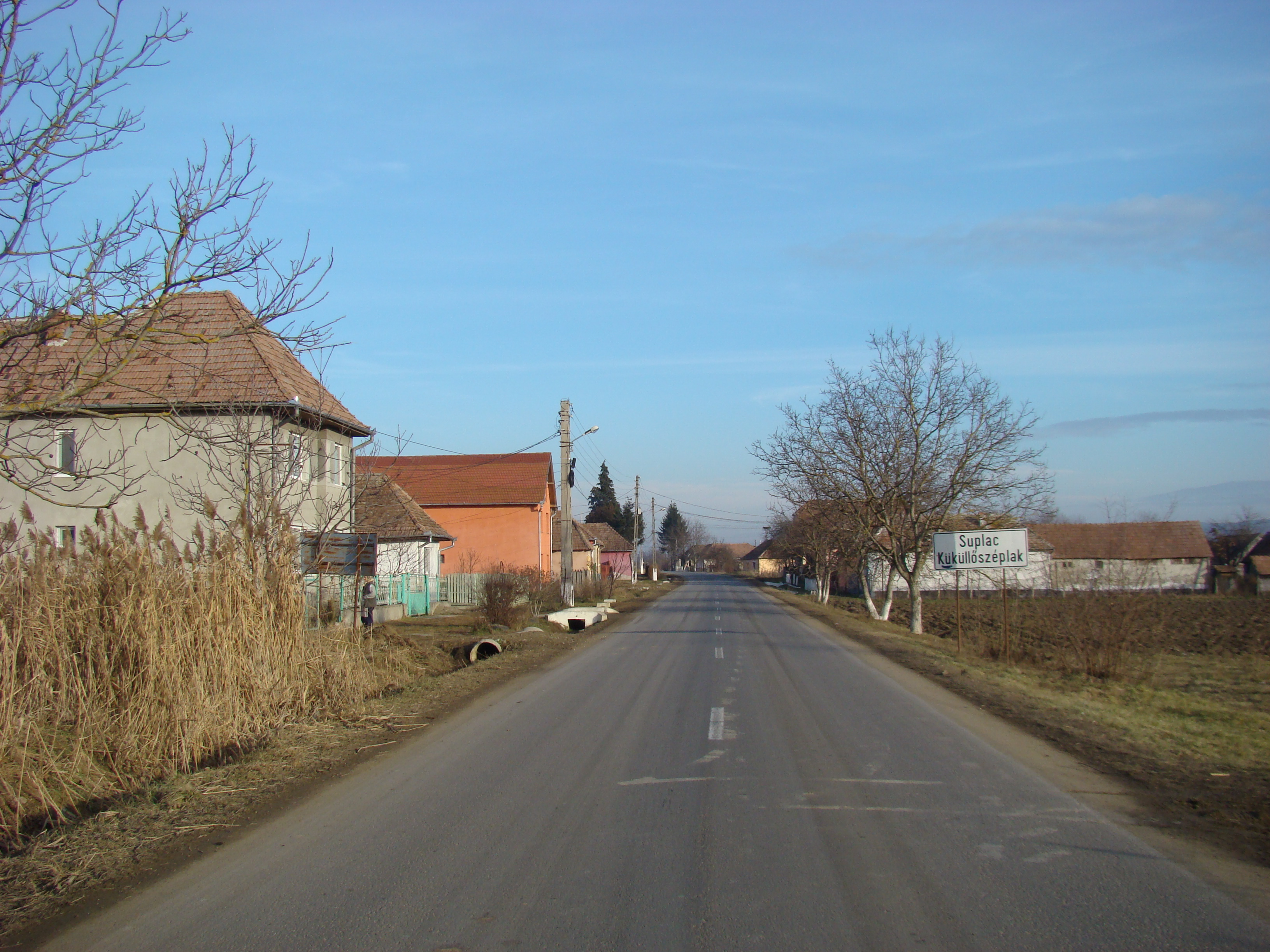
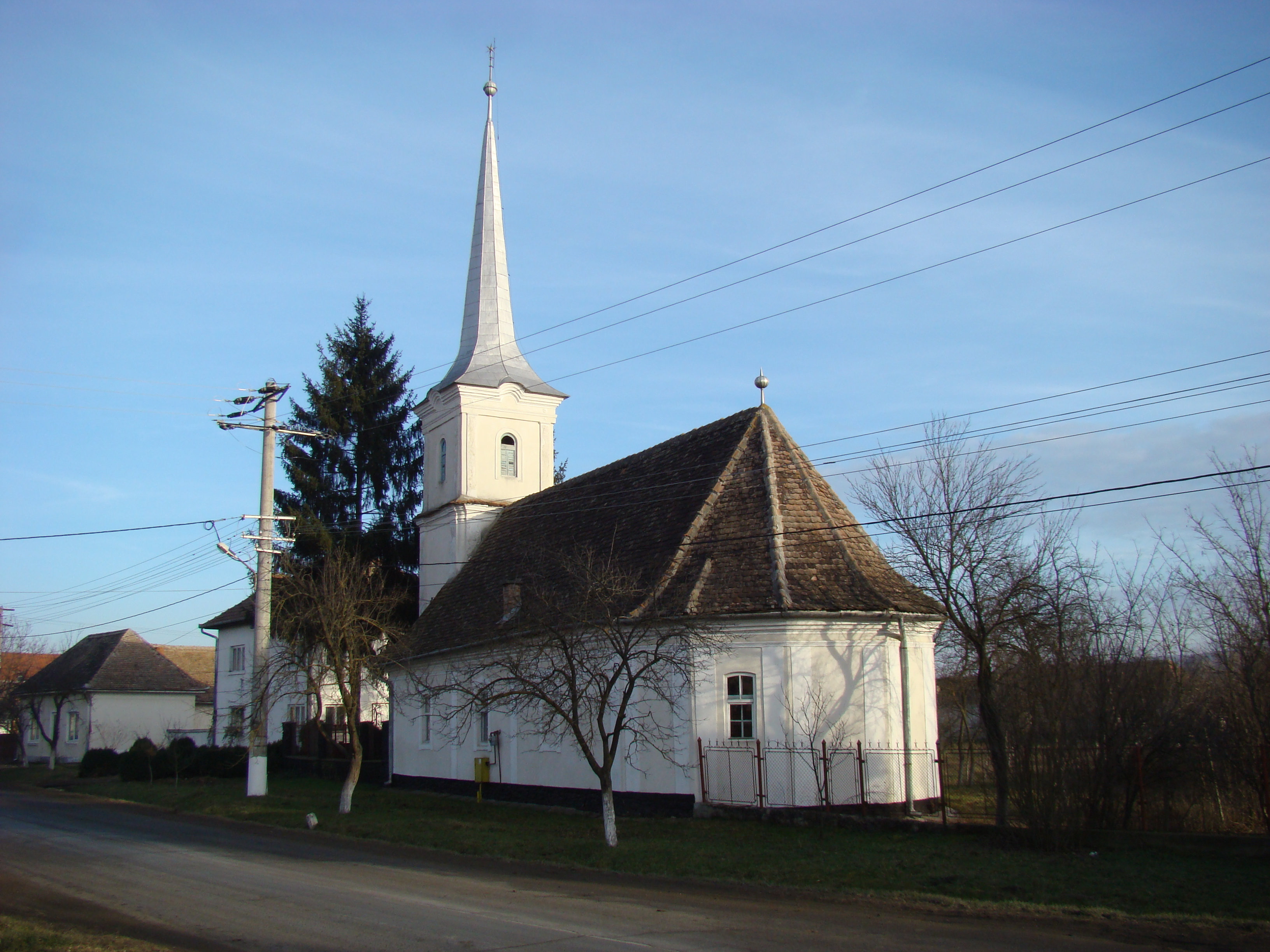
Biserica reformată (1840)
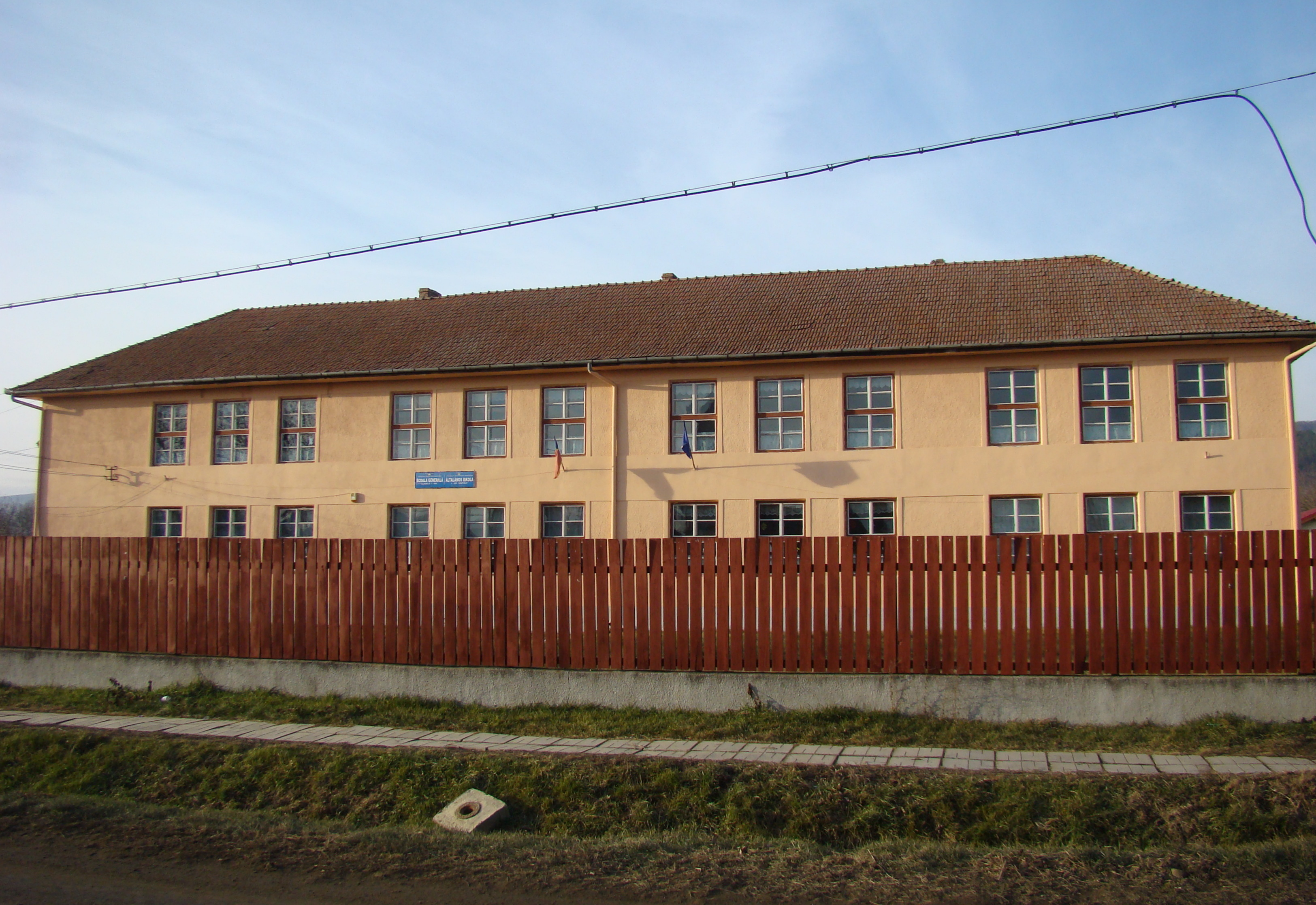
Școala
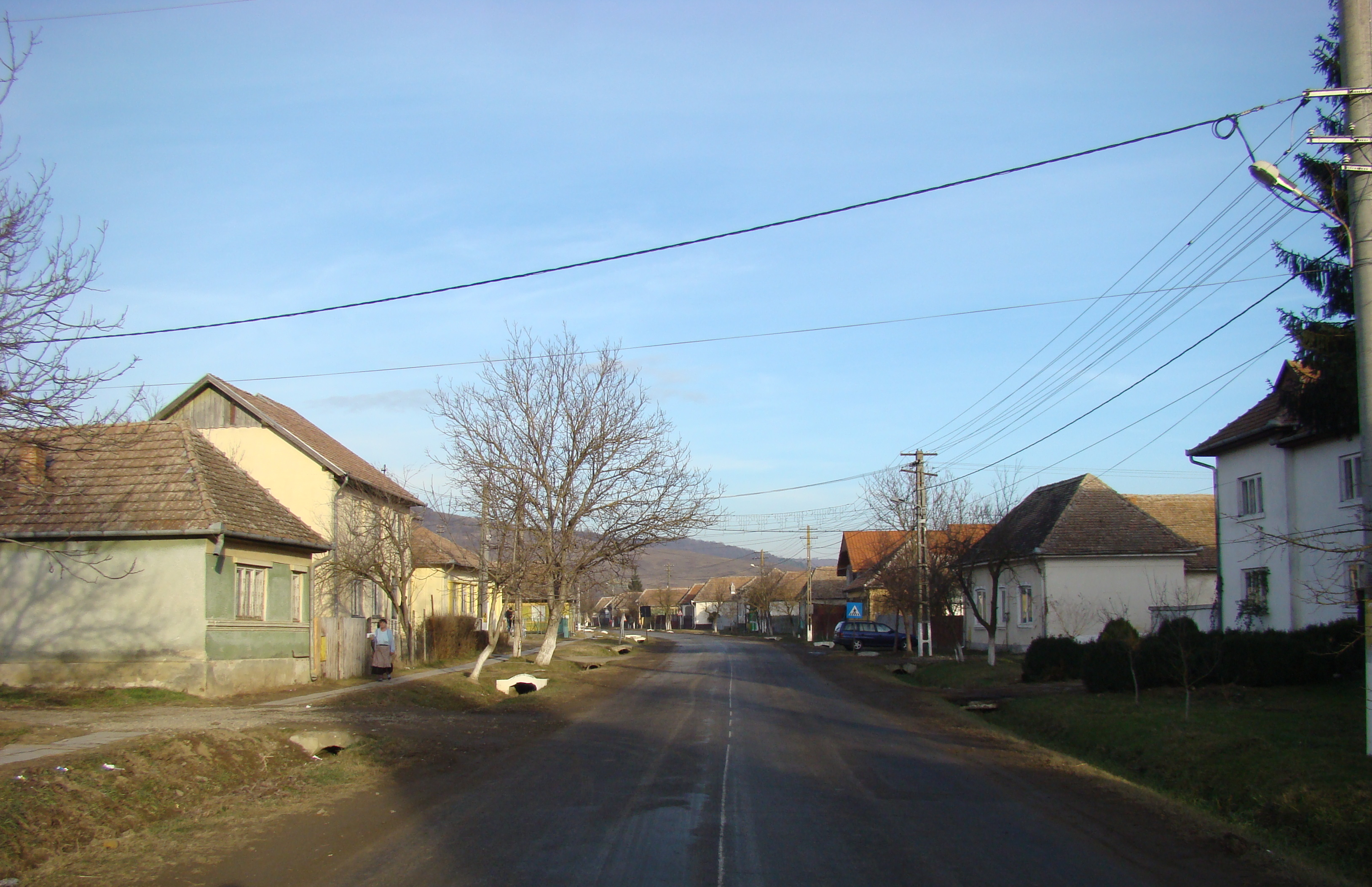
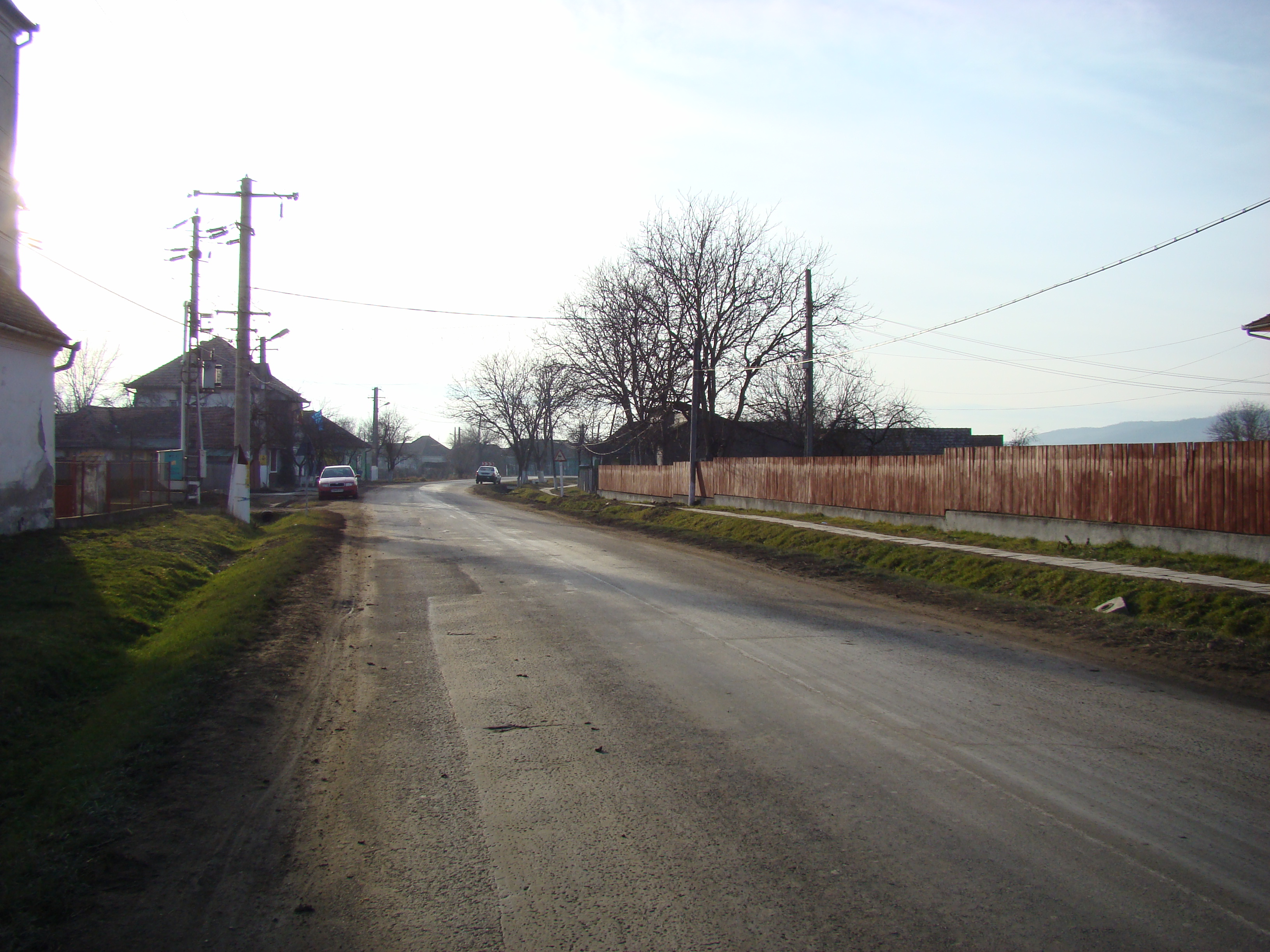
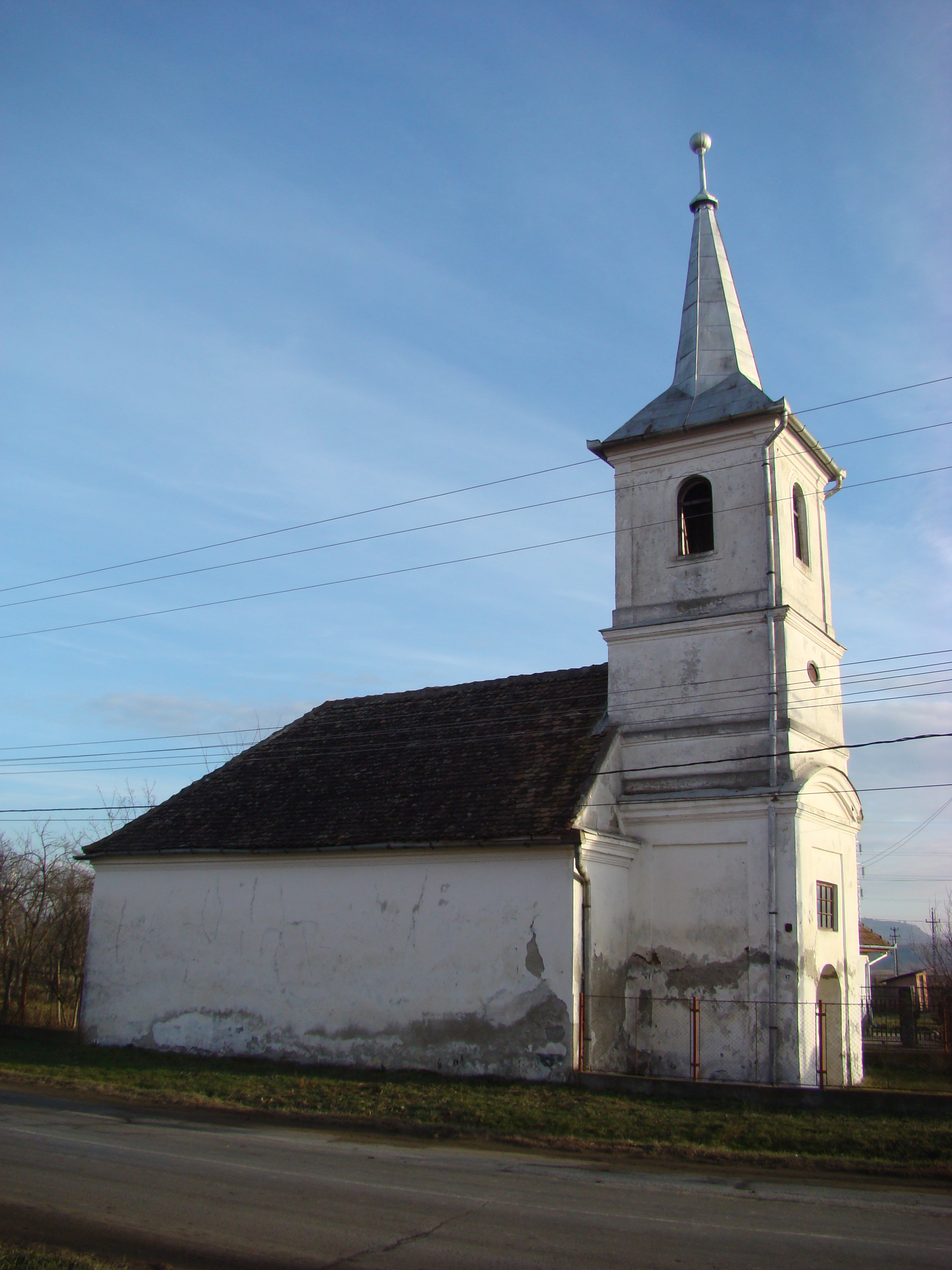
Biserica unitariană (monument istoric)

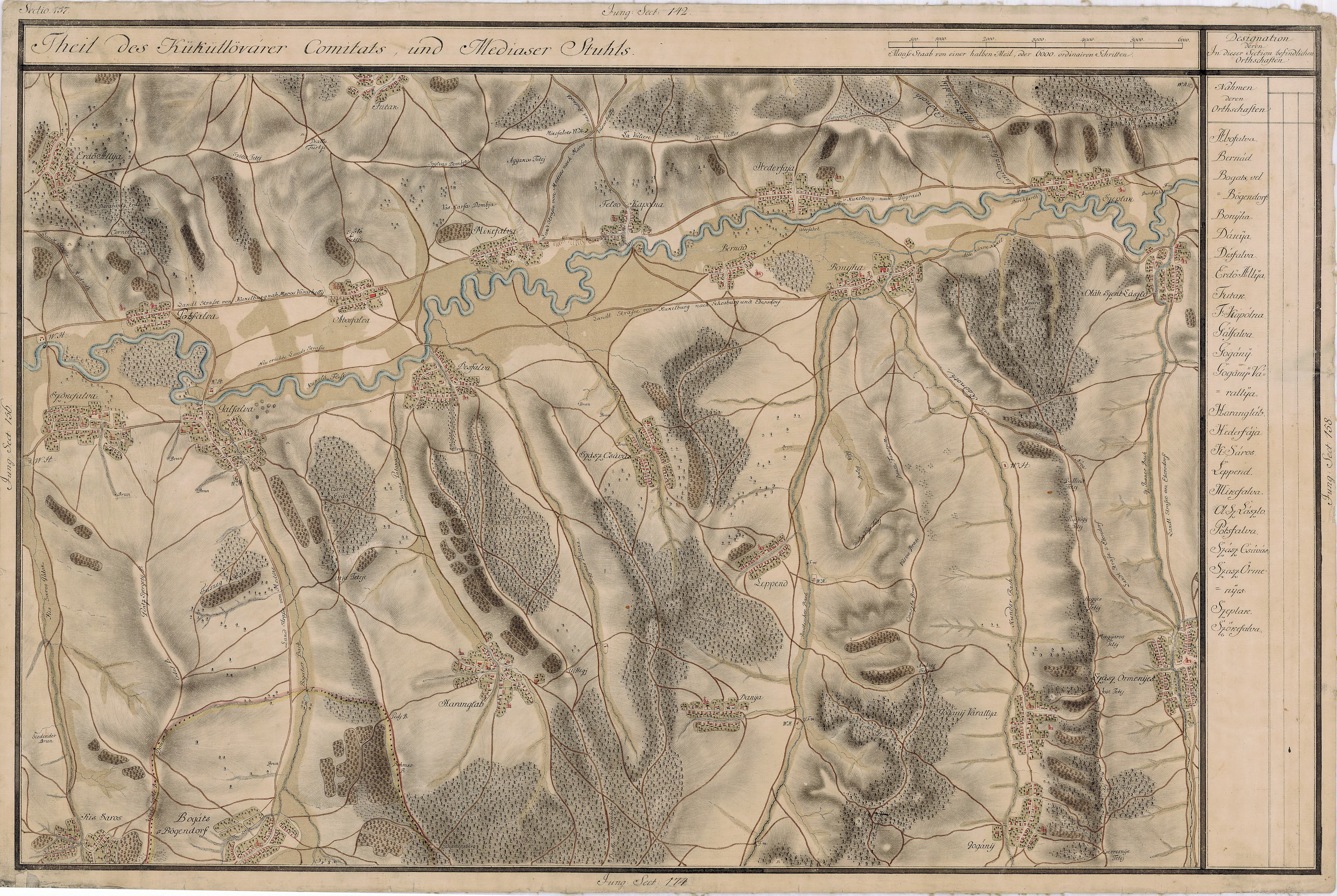
Suplac pe Harta Iosefină a Transilvaniei, 1769-73